# Hemidactylus muriceus
Hemidactylus muriceus este o specie de șopârle din genul Hemidactylus, familia Gekkonidae, descrisă de Peters 1870. Conform Catalogue of Life specia Hemidactylus muriceus nu are subspecii cunoscute.

## Galerie

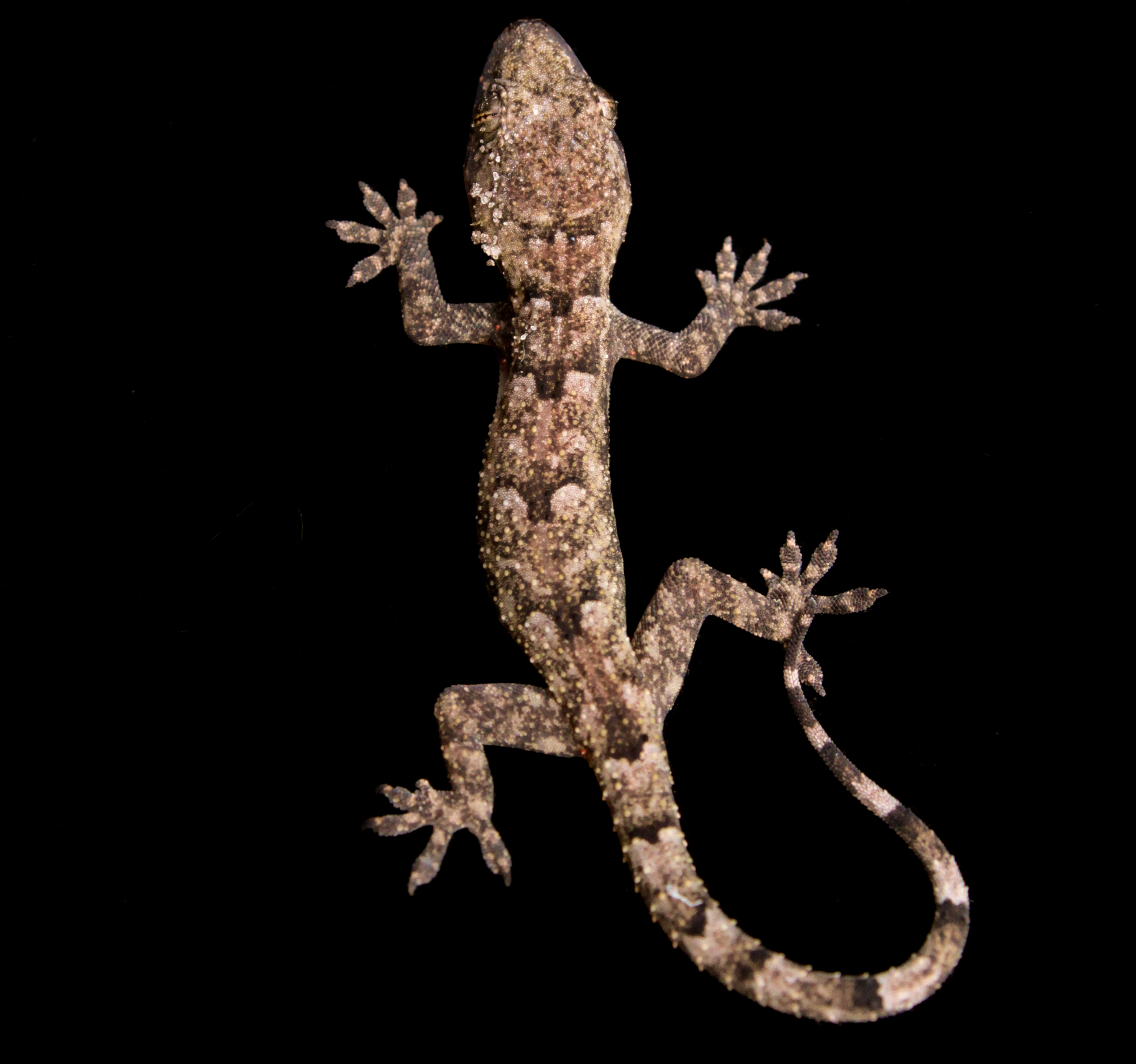